# Sumartin
Sumartin je naselje in manjše pristanišče na otoku Brač, ki upravno spada pod občino Selca; le-ta spada pod Splitsko-dalmatinsko županijo.
Sumartin je naselje v istoimenskem zalivu na jugozahodni obali otoka. V bližini naselja je več peščenih zalivčkov (Rasotica, Žukovik, Radovnja, Studena, Zvirje in Spilice). Sumartin je s trajektno linijo povezan z Makarsko.
Sumartin so ustanovili pribežniki iz Makarskega primorja, ki so se umaknili pred Turki. V istem času, ko so naseljevali področje današnjega Sumartina, so pričeli z gradnjo frančiškanskega samostana. V samostanu je arhiv, knjižnica in  slike iz 17. stoletja.

## Demografija
| Pregled števila prebivalcev po letih | Pregled števila prebivalcev po letih | Pregled števila prebivalcev po letih | Pregled števila prebivalcev po letih | Pregled števila prebivalcev po letih | Pregled števila prebivalcev po letih | Pregled števila prebivalcev po letih | Pregled števila prebivalcev po letih | Pregled števila prebivalcev po letih | Pregled števila prebivalcev po letih | Pregled števila prebivalcev po letih | Pregled števila prebivalcev po letih | Pregled števila prebivalcev po letih | Pregled števila prebivalcev po letih | Pregled števila prebivalcev po letih |
| ------------------------------------ | ------------------------------------ | ------------------------------------ | ------------------------------------ | ------------------------------------ | ------------------------------------ | ------------------------------------ | ------------------------------------ | ------------------------------------ | ------------------------------------ | ------------------------------------ | ------------------------------------ | ------------------------------------ | ------------------------------------ | ------------------------------------ |
| 1857                                 | 1869                                 | 1880                                 | 1890                                 | 1900                                 | 1910                                 | 1921                                 | 1931                                 | 1948                                 | 1953                                 | 1961                                 | 1971                                 | 1981                                 | 1991                                 | 2001                                 |
| 423                                  | 475                                  | 550                                  | 608                                  | 751                                  | 724                                  | 0                                    | 579                                  | 575                                  | 586                                  | 522                                  | 445                                  | 544                                  | 618                                  | 482                                  |